# JeA
Kim Hyo-jin (hangul: 김효진), mer känd under artistnamnet JeA (hangul: 제아), född 18 september 1981 i Seoul, är en sydkoreansk sångerska och låtskrivare.
Hon har varit medlem i den sydkoreanska tjejgruppen Brown Eyed Girls sedan gruppen debuterade 2006. JeA har även komponerat och skrivit text till flera låtar från gruppens olika album. Hon släppte sitt solo-debutalbum Just JeA den 4 januari 2013. Hon har också spelat in OST till ett flertal filmer och TV-serier.

## Diskografi

### Album
| Albuminformation                             | Topplacering          |
| Albuminformation                             | Sydkorea (Gaon Chart) |
| -------------------------------------------- | --------------------- |
| Just JeA (EP-skiva) - Släppt: 4 januari 2013 | 4                     |

### Singlar
| År   | Titel                         | Topplacering          |
| År   | Titel                         | Sydkorea (Gaon Chart) |
| ---- | ----------------------------- | --------------------- |
| 2010 | "Because You Sting" (med G.O) | 12                    |
| 2012 | "Let's Hug" (med Jungyup)     | 5                     |
| 2013 | "While You're Sleeping"       | 28                    |
| 2016 | "Bad Girl" (med Jungyup)      | —                     |
| 2016 | "Winter, It's You"            | —                     |
| 2017 | "You're Different" (med Ra.D) | —                     |

### Soundtrack
| År   | Titel                                     | Topplacering          | Drama/Film               |
| År   | Titel                                     | Sydkorea (Gaon Chart) | Drama/Film               |
| ---- | ----------------------------------------- | --------------------- | ------------------------ |
| 2003 | "Please Stay By My Side" (med Guk Tae-ha) | —                     | Escape from Unemployment |
| 2003 | "I Told You I Love You"                   | —                     | Bodyguard                |
| 2003 | "Invisible Love"                          | —                     | Garden of Eve            |
| 2004 | "Feeling of Love"                         | —                     | Lovers in Paris          |
| 2006 | "Prayer"                                  | —                     | Tree of Heaven           |
| 2007 | "Have Sorrow"                             | —                     | The Kind and I           |
| 2008 | "Hateful Love" (med Black Pearl)          | —                     | East of Eden             |
| 2008 | "Much Love"                               | —                     | The Kingdom of the Winds |
| 2010 | "Harmony" (med Lee Young-hyun)            | —                     | Harmony                  |
| 2010 | "Stray Child"                             | —                     | The Slave Hunters        |
| 2010 | "Poison"                                  | —                     | The Fugitive: Plan B     |
| 2011 | "Fool For You"                            | —                     | Padam Padam              |
| 2012 | "Because of You"                          | —                     | History of a Salaryman   |
| 2013 | "Secret Note"                             | —                     | When a Man Falls in Love |
| 2016 | "Want It" (med ZoPD)                      | —                     | Sweet Stranger and Me    |